# Herzog-Max-Palais
Herzog-Max-Palais (pol. Pałac księcia Maksa) – neoklasycystyczna zimowa rezydencja Maksymiliana Bawarskiego znajdująca się w Monachium. Pałac jest znany głównie jako miejsce narodzenia Elżbiety Bawarskiej (Sisi), cesarzowej Austrii i królowej Węgier, żony cesarza Franciszka Józefa I. Budynek został zburzony w latach 30. XX wieku na polecenie Adolfa Hitlera.

## Historia
Pałac został zbudowany w latach 1828-1831 na polecenie księcia Maksymiliana Bawarskiego. Architektem budynku był Leo von Klenze. Herzog-Max-Palais został później nazwany najpiękniejszym dziełem tego architekta. Rodzina księcia przebywała w pałacu w miesiącach zimowych, niecałą dekadę po ukończeniu budowy urodziła się tam córka Maksymiliana, Elżbieta Bawarska, która stała się później cesarzową Austrii i królową Węgier.
Pałac został zburzony w latach 30. XX wieku na rozkaz Hitlera. Naziści chcieli zbudować w miejscu budynku Reichsbank (dziś Bundesbank-Bayern). Ostatecznie do zakończenia budowy doszło już po zakończeniu wojny.
Na miejscu obecnie znajdującego się w tym miejscu budynku znajduje się tablica informująca o miejscu narodzenia cesarzowej Elżbiety.